# Karolina Kochaniak-Sala
Karolina Kochaniak-Sala (* 5. Juli 1995 in Stettin, geborene Karolina Kochaniak) ist eine polnische Handballspielerin.

## Karriere

### Im Verein
Karolina Kochaniak-Sala spielte zunächst bis 2019 für Pogoń Szczecin. Mit Szczecin stand sie 2015 und 2019 im Finale des EHF Challenge Cup. 2019 wechselte sie zu MKS Lublin und gewann 2020 die polnische Meisterschaft. Seit 2020 läuft sie für Zagłębie Lubin auf. Mit Lubin konnte sie 2021, 2022, 2023 und 2024 die polnische Meisterschaft und mehrfach den polnischen Pokal gewinnen.

### In Auswahlmannschaften
Zwischen 2018 und 2022 gehörte sie zur Aufstellung der polnischen Nationalmannschaft bei drei aufeinanderfolgenden Europameisterschaften. Die Platzierungen der Mannschaft in diesen Wettbewerben waren wie folgt: 14. (2018), 14. (2020) und 13. (2022). Weiterhin nahm sie an der Weltmeisterschaft 2023 teil, bei der Polen den 16. Platz belegte.